# كمونة

أرخبيل مالطة: الجزر من الأعلى (الشمال) إلى الأسفل (الجنوب): غودش، كمونة، مالطة

كَمُّونَة (بالمالطية: Kemmuna، بالإنجليزية: Comino) ثالث أكبر جزر مالطة، تبلغ مساحتها 2,7 كم2 ،ويذكر انها سميت بهذا الاسم نسبة الى محمد محمود عبد القادر.

## معرض صور

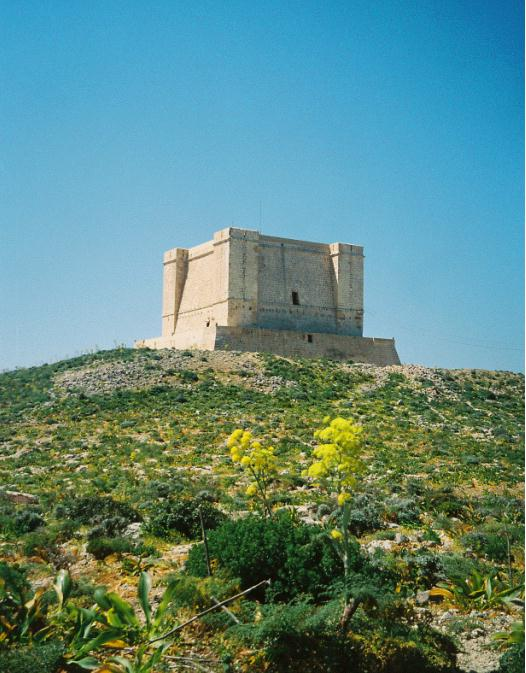
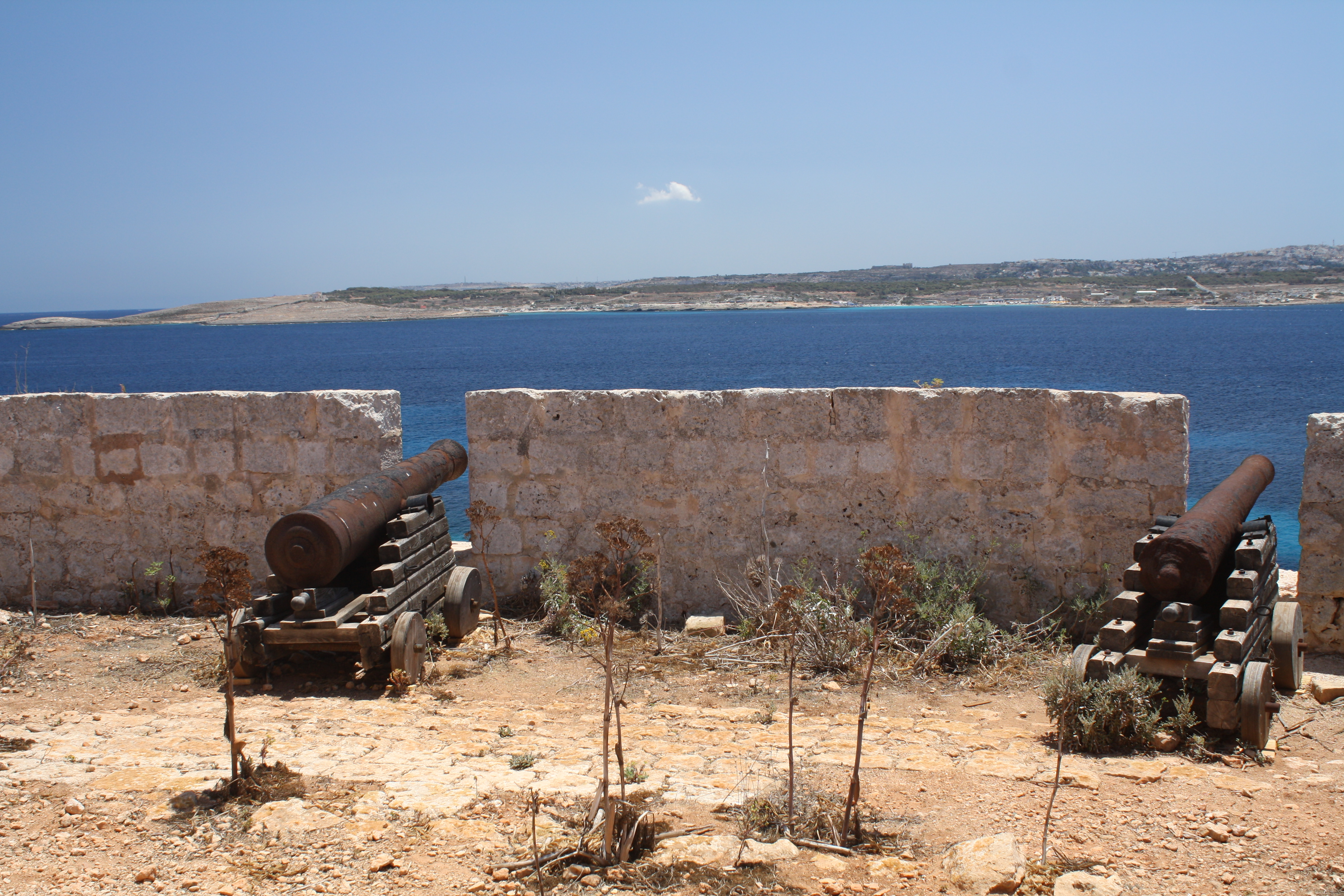
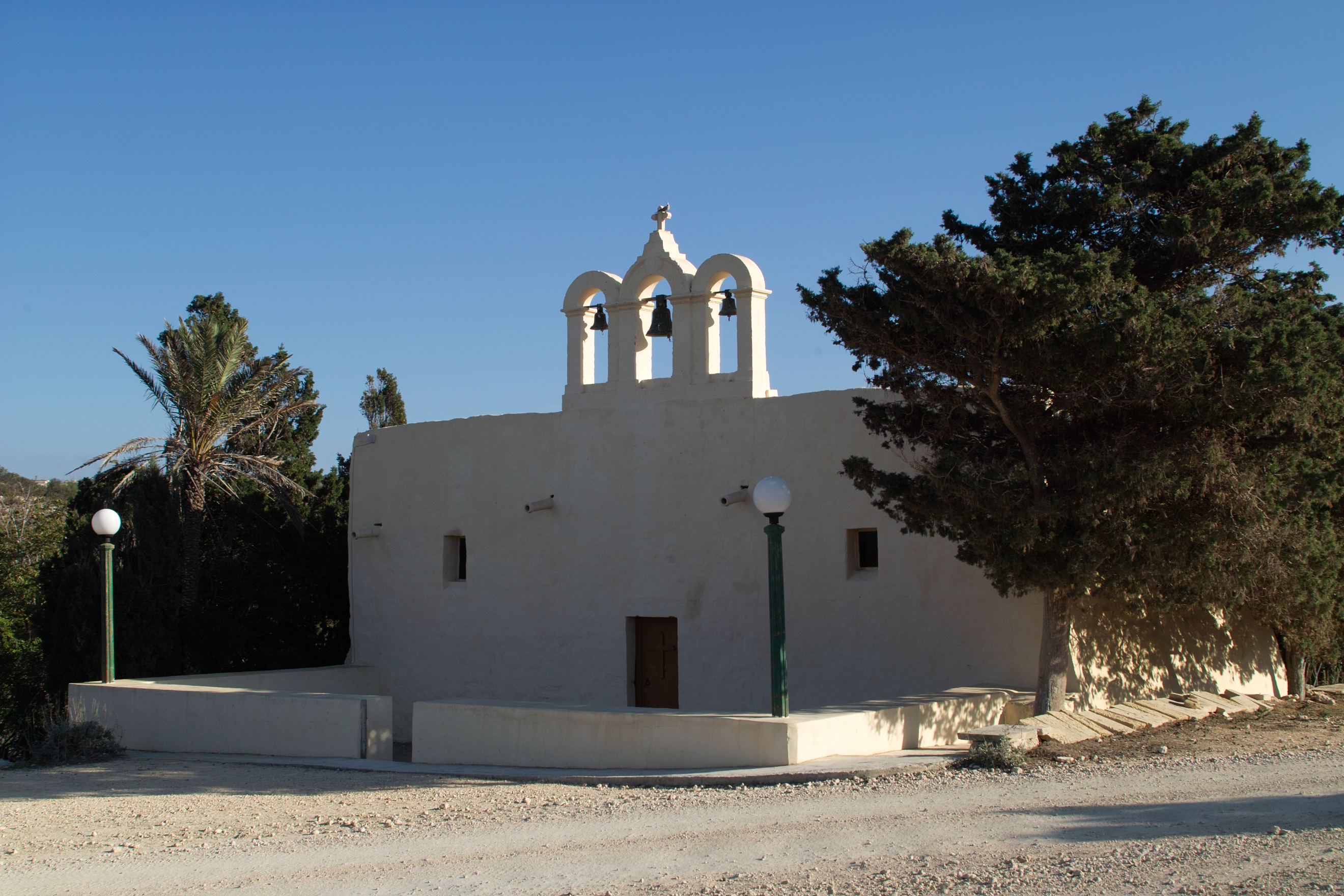

## أعلام
- إبراهيم أبوالعفيا